# Municipio de Atlanta (Minnesota)
El municipio de Atlanta (en inglés: Atlanta Township) es un municipio ubicado en el condado de Becker en el estado estadounidense de Minnesota. En el año 2010 tenía una población de 119 habitantes y una densidad poblacional de 1,27 personas por km².

## Geografía
El municipio de Atlanta se encuentra ubicado en las coordenadas 47°1′18″N 96°7′40″O / 47.02167, -96.12778. Según la Oficina del Censo de los Estados Unidos, el municipio tiene una superficie total de 93.66 km², de la cual 92,66 km² corresponden a tierra firme y (1.07 %) 1 km² es agua.

## Demografía
Según el censo de 2010, había 119 personas residiendo en el municipio de Atlanta. La densidad de población era de 1,27 hab./km². De los 119 habitantes, el municipio de Atlanta estaba compuesto por el 89,92 % blancos, el 0,84 % eran afroamericanos, el 0,84 % eran amerindios, el 0,84 % eran asiáticos, el 1,68 % eran de otras razas y el 5,88 % eran de una mezcla de razas. Del total de la población el 0,84 % eran hispanos o latinos de cualquier raza.